# Cherine Anderson
Cherine Anderson (Kingston, 25 de septiembre de 1984) es una actriz, compositora y cantante jamaicana. Es también conocida por interpretar al personaje de Serena en Un amor en el 2003.
Comenzó su carrera profesional en la actuación en la película Queen Dancehall (1997) como el papel de Tanya. Anderson ha trabajado y realizado con Sly and Robbie, Sting, Wyclef Jean, Bootsy Collins, Jimmy Cliff, Michael Franti y otros. Debutó como cantante con su álbum "Buen Amor". En 2008, "Buen Amor", fue nominado a un Grammy.
Hizo su debut como directora de vídeo en 2007 cuando dirigiendo el video de "State of Mind Kingston". En 2006, Anderson colaboró con Chuck Fenda en el sencillo, "Coming Over", que subió el número 1 en las listas jamaicanas, y se mantuvo en el Top 30 durante 26 semanas. También ha colaborado con Britney Spears en el Sly and Robbie un remix de "Piece of Me". A finales de 2007 Anderson colaboró con Michael Franti y la punta de lanza en su Rebel Rockers All álbum. Ella también apareció en el sencillo "Say Hey (I Love You)". En el año 2008 hasta el 2009, Anderson hizo giras con Franti Spearhead y como su acto de apertura en América del Norte, Australia y Europa.
Rototom Festival- Italy (2009)
Summer Jam- Germany (2009)
Arras Main Square Fest- France (2009)
Your World Festival- Holland (2009)
Rock-Zottegem Festival- Belgium (2009)
Sierra Nevada world Music Festival- USA (2009)(2012)
Mounatin Jam Festival- USA (2009)
UCLA Jazz & Reggae Festival - USA (2009, 2006)
Earthdance-USA (2009)
Rebel Salute - Jamaica (2009)
Ragga Muffins Festival - USA (2008)
Hollywood Bowl KCRW Series- USA (2008)
Hollywood Bowl Reggae Series- USA (2007)
Reggae Rising- USA (2007)
Big Day Out – British Columbia (2007)
BVI Festival- Virgin Island (British) (2007)
Reggae Sumfest –Jamaica (2007, 2006)
STING-Jamaica (2007,2009)
Reggae on the River –USA (2006)
International Reggae Day- Jamaica (2006)